# Kazuto Tsuyuki
Kazuto Tsuyuki (筑城 和人 Tsuyuki Kazuto?), född 14 augusti 1984 i Shizuoka prefektur, är en japansk före detta fotbollsspelare.
Tsuyuki började sin karriär 2007 i Nagoya Grampus. 2009 flyttade han till Tokushima Vortis. Efter Tokushima Vortis spelade han för Roasso Kumamoto. Han spelade 102 ligamatcher för klubben. Han avslutade karriären 2013.